# Heroin chic
Heroin chic fue un estilo de moda popularizado a principios de los años 1990 y caracterizado por piel pálida, ojeras, rasgos demacrados, delgadez y cabello débil— todo ello asociado con el abuso de heroína y otras drogas. La supermodelo estadounidense Gia Carangi es recordada como el origen de la tendencia. El Heroin chic fue en parte una reacción contra el aspecto "saludable" y vibrante de las principales supermodelos de la época como Cindy Crawford, Elle Macpherson, y Claudia Schiffer. Un artículo de 1996 en Los Angeles Times declaró que la industria de la moda tuvo "una visión nihilista de la belleza" que reflejaba la adicción a las drogas.

## De fondo
En el tiempo en que surgió el heroin chic, la imagen popular de la heroína estaba cambiando por varias razones. El precio de la heroína había bajado, y su pureza había aumentado dramáticamente. En los años 1980, la epidemia mundial de sida había hecho que inyectarse heroína con jeringuillas usadas fuera cada vez más arriesgado. La heroína disponible se había vuelto más pura, y la inhalación se volvió una manera más común de consumirla. Estos cambios redujeron el estigma que rodeaba a la sustancia, permitiendo que la heroína encontrara un nuevo mercado entre la clase media y los ricos, en contraste con su base anterior de pobres y marginales. Gia Carangi, a veces descrita como la "primera supermodelo" es recordada por ser el origen de la tendencia que llevará al heroin chic. La heroína se infiltró en la cultura pop a través de la atención prestada a las adicciones a principios de los años 1990. En el cine, el heroin chic en la moda coincidió con una serie de películas —como The Basketball Diaries, Singles, Trainspotting, Kids, Permanent Midnight, y Pulp Fiction—que examinaban el uso de la heroína y la cultura de la droga.

### Grunge
A principios de los 1990, el auge de la música rock alternativa y la subcultura grunge en Seattle atrajeron la atención de los medios de comunicación hacia el uso de la heroína por parte de destacados artistas grunge. Los medios de comunicación no dudaron en centrarse en su uso por parte de los músicos en la escena grunge de Seattle, con un artículo de 1992 del New York Times enumerando las tres principales drogas en la ciudad como "expreso, cerveza y heroína" y un artículo de 1996 describiendo la escena grunge de Seattle como la "...subcultura que más fuertemente ha abrazado la heroína". Tim Jonze de The Guardian afirma que "...la heroína había infestado la escena [grunge] desde su inicio a mediados de los 80" y argumenta que "...la implicación de la heroína refleja el aspecto nihilista y de autodesprecio de la música"; además de las muertes por heroína, Jonze señala que Scott Weiland de Stone Temple Pilots, así como Courtney Love, Mark Lanegan y Evan Dando "...todos tuvieron sus problemas con la droga, pero vivieron para contarlo". Un libro de 2014 declaró que mientras que en los años 1980, las personas utilizaban la "estimulante" cocaína para socializar y "...celebrar los buenos tiempos", en la escena grunge de los 1990, la "depresiva" heroína se utilizaba para "retirarse a un capullo" y ser "...protegido de un mundo duro e implacable que ofrecía...pocas perspectivas de...cambio o esperanza".
La banda Alice in Chains tiene una canción "God Smack", que incluye la línea "engancha tu brazo para divertirte de verdad", una referencia a inyectarse heroína. Músicos de grunge de Seattle conocidos heroinómanos fueron Kurt Cobain, muy adicto al momento de su muerte; Andrew Wood de Mother Love Bone sufrió una sobredosis mortal en 1990; Stefanie Sargent de 7 Year Bitch también murió de una sobredosis de la misma droga en 1992, junto con Layne Staley de Alice in Chains quien detalló públicamente sus luchas con la heroína...". Mike Starr de Alice in Chains y Jonathan Melvoin de The Smashing Pumpkins también fallecieron por sobredosis de heroína. Después de la muerte de Cobain, su "...viuda, la cantante Courtney Love, caracterizó Seattle como la meca de las drogas, donde la heroína era más fácil de conseguir que en San Francisco o Los Ángeles".

## Ascenso y caída
El aspecto flaco y demacrado fue la base de la campaña publicitaria de Calvin Klein de 1993 para su perfume Obssesion presentado por Kate Moss. El director de cine y actor Vincent Gallo contribuyó al desarrollo de la imagen a través de sus sesiones de moda para la firma.
La tendencia finalmente se desvaneció, en parte debido a la muerte relacionada con las drogas del destacado fotógrafo de moda Davide Sorrenti en 1997. En 1999 Vogue celebró el auge de la supermodelo brasileña Gisele Bündchen como "El regreso de la modelo sexy" y el principio de una nueva era.

## Crítica y análisis
La moda heroin chic atrajo numerosas críticas y desprecios, especialmente de los grupos antidrogas. Diseñadores de moda, modelos como Kate Moss y Jaime King, y películas como Trainspotting fueron culpabilizados de exaltar el consumo de heroína. El entonces presidente de EE. UU. Bill Clinton condenó el estilo. Otros comentaristas negaron que las imágenes de moda hicieran más atractivo el consumo de drogas. "No hay motivos para esperar que las personas atraídas por el estilo promovido por Calvin Klein y otros anunciantes... también se sientan atraídas por la heroína, como tampoco los adolescentes suburbanos que usan pantalones flojos y gorras hacia atrás acabarán disparando a la gente desde automóviles en marcha", escribió Jacob Sullum en la revista Reason.

## En la cultura popular
En el episodio de 1997 de la novena temporada de la serie Seinfeld titulado "La voz", Jerry le pregunta a Elaine sobre su "cabello un poco despeinado", a lo que Elaine bromea, "Es el nuevo look. Ya sabes, ¿heroin chic?".